# 大岩剛
大岩 剛（おおいわ ごう、1972年6月23日 - ）は、静岡県清水市（現：静岡市清水区）出身の元プロサッカー選手、サッカー指導者（U-23日本代表監督）。現役時代のポジションはディフェンダー（センターバック）。JFA（日本サッカー協会）指導者養成インストラクター。

## 選手経歴
静岡市立清水商業高等学校を卒業後、1995年に筑波大学から名古屋グランパスエイトに入団。ルーキーながら出場機会を獲得し、また当時は左サイドバックとしてのプロ入りだったが、当時のアーセン・ベンゲル監督から足元の技術や視野の広さを買われ、センターバックにコンバートされた。2000年にはA代表にも選ばれ順調なスタートを切ったに思えたが、シーズン途中に当時監督だったジョアン・カルロスとの確執が表面化し、主力で自身と同じ清水市商OBの平野孝と望月重良と共に「チームの和を乱したとして」突然解雇される。
その後、ジュビロ磐田に移籍し、N-BOXのシステムの中心メンバーとして2ステージ完全優勝を達成する。
2003年に当時の磐田の最大のライバルと言える鹿島アントラーズに移籍。年齢もあり徐々に試合出場は減ったが、経験を生かした貴重なバックアップのメンバーとしてJリーグ初の3連覇も経験した。2011年、天皇杯優勝と共に現役を引退し、花道を飾った。引退後は、鹿島のコーチに就任。

## 指導者経歴

### 鹿島アントラーズ（コーチ）
2011年から鹿島アントラーズのコーチに就任した。

### 鹿島アントラーズ

#### 2017シーズン
2017年5月31日、石井正忠監督の解任を受け、コーチから後任の監督に就任した。
第33節、勝てば優勝が決まるホーム柏レイソル戦でスコアレスドローに終わり、最終節のアウェージュビロ磐田戦でもスコアレスドローだったことで2位の川崎フロンターレに逆転優勝を許した。これにより鹿島はリーグ連覇を逃した。ルヴァンカップではベガルタ仙台と戦った結果、準々決勝で敗退した。天皇杯では準々決勝でヴィッセル神戸に1-1（PK 5-4）で敗れた。

#### 2018シーズン
J1リーグでは3位になった。ルヴァンカップでは横浜F・マリノスと対戦した結果、準決勝で敗退した。天皇杯では準決勝で浦和レッズに1-0で敗れた。
アジアチャンピオンズリーグでは、イランのペルセポリスと優勝を争った。決勝の第1戦では2-0で勝ち、第2戦で0-0に終わり、合計スコア2-0でアジアチャンピオンズリーグで優勝を果たした。鹿島がACLで優勝するのはこれが初だった。同年11月29日、AFCアニュアルアワーズ2018で年間最優秀監督賞（男性部門）を受賞した。
FIFAクラブワールドカップでは準決勝でレアル・マドリードに1-3で敗れた。この試合で相手のガレス・ベイルはハットトリックを決めた。続く3位決定戦ではリーベルプレートに0-4で敗れたため、最終的な順位は4位になった。

#### 2019シーズン
J1リーグでは昨シーズンと同じ3位になった。ルヴァンカップでは川崎フロンターレと戦った結果、準決勝で敗退した。天皇杯では決勝まで進んだものの、ヴィッセル神戸に敗れた。
アジアチャンピオンズリーグでは広州恒大と対戦した結果、準々決勝で敗退した。
契約満了に伴い、2019シーズンをもって鹿島アントラーズの監督を退任した。大岩は3年連続でリーグ優勝を逃していた。

### U-18日本代表
2021年4月30日、U-18日本代表監督に就任した。

### U-21日本代表
2021年12月16日、U-21日本代表の監督に就任した。大岩を採用した理由について、サッカー協会の技術委員長である反町康治は「五輪代表はアジア予選を出場権を賭けて戦うことになる。アジアの戦いを熟知しているのは判断の要素になっている」と述べ、鹿島時代のACL優勝を選考理由の1つに挙げている。
2023年11月18日、U－22アルゼンチン代表との国際親善試合で5-2で勝利した。
2024年、五輪予選を兼ねたAFC U23アジアカップ カタール2024で優勝に導き、五輪本大会の出場権を獲得。夏のパリ五輪ではベスト8入りを果たした。同年10月29日、アジア・サッカー連盟の年間表彰式であるAFCアニュアルアワード2023において、男子の監督部門で2018年以来となる自身2度目のアジア最優秀監督賞を受賞。2度のアワード受賞はAFCでは史上初となった。

## 人物・エピソード
- 学校は違ったが、近所には同学年の野々村芳和が住んでいた。野々村によると、大岩との初対戦は小学1年の頃。
- 現役時代に目標としていた選手は名古屋在籍時にセンターバックでコンビを組んでいたトーレス。
- 現役時代はシーズンを通して半袖のユニフォームを着用してプレーしていたが、これは競り合いで袖を捕まれないようにという配慮からである。寒くなってくると防寒具として手袋を着用していた。
- 鹿島での岩政大樹とのコンビは名前に引っ掛けて「二枚岩」と呼ばれていた。
- 2009年のACLグループリーグ・水原三星戦後、当時の鹿島監督であったオリヴェイラに「選手、人間として大岩と一緒に仕事できることは名誉だと感じている」と最大限の敬意を評される[43]。
- 2010年のJ1では最年長選手となっていた。
- 2011年の天皇杯決勝で現役最後の試合出場にはならなかったが、表彰式では天皇杯を受け取ったキャプテンの小笠原満男から譲られる形で、ロイヤルボックスで天皇杯を掲げた。

## 所属クラブ
ユース経歴
- 1979年 - 1984年 三保第二小学校（静岡県）
- 1985年 - 1987年 清水第五中学校
- 1988年 - 1990年 清水市立商業高等学校
- 1991年 - 1994年 筑波大学体育専門学群

プロ経歴
- 1995年 - 2000年8月 名古屋グランパスエイト
- 2000年9月 - 2002年 ジュビロ磐田
- 2003年 - 2010年 鹿島アントラーズ

## 個人成績
| 国内大会個人成績 | 国内大会個人成績 | 国内大会個人成績 | 国内大会個人成績 | 国内大会個人成績 | 国内大会個人成績 | 国内大会個人成績 | 国内大会個人成績 | 国内大会個人成績 | 国内大会個人成績 | 国内大会個人成績 | 国内大会個人成績 |
| 年度             | クラブ           | 背番号           | リーグ           | リーグ戦         | リーグ戦         | リーグ杯         | リーグ杯         | オープン杯       | オープン杯       | 期間通算         | 期間通算         |
| 年度             | クラブ           | 背番号           | リーグ           | 出場             | 得点             | 出場             | 得点             | 出場             | 得点             | 出場             | 得点             |
| 日本             | 日本             | 日本             | 日本             | リーグ戦         | リーグ戦         | リーグ杯         | リーグ杯         | 天皇杯           | 天皇杯           | 期間通算         | 期間通算         |
| ---------------- | ---------------- | ---------------- | ---------------- | ---------------- | ---------------- | ---------------- | ---------------- | ---------------- | ---------------- | ---------------- | ---------------- |
| 1995             | 名古屋           | -                | J                | 38               | 0                | -                | -                | 4                | 0                | 42               | 0                |
| 1996             | 名古屋           | -                | J                | 27               | 1                | 12               | 0                | 1                | 0                | 40               | 1                |
| 1997             | 名古屋           | 3                | J                | 32               | 1                | 7                | 0                | 0                | 0                | 39               | 1                |
| 1998             | 名古屋           | 3                | J                | 32               | 2                | 4                | 0                | 1                | 0                | 37               | 2                |
| 1999             | 名古屋           | 3                | J1               | 26               | 2                | 4                | 0                | 5                | 0                | 35               | 2                |
| 2000             | 名古屋           | 5                | J1               | 17               | 0                | 0                | 0                | -                | -                | 17               | 0                |
| 2000             | 磐田             | 3                | J1               | 1                | 0                | 1                | 0                | 0                | 0                | 2                | 0                |
| 2001             | 磐田             | 3                | J1               | 28               | 2                | 7                | 0                | 1                | 1                | 36               | 3                |
| 2002             | 磐田             | 3                | J1               | 20               | 0                | 6                | 0                | 0                | 0                | 26               | 0                |
| 2003             | 鹿島             | 4                | J1               | 29               | 1                | 5                | 0                | 4                | 0                | 38               | 1                |
| 2004             | 鹿島             | 4                | J1               | 29               | 0                | 6                | 1                | 3                | 0                | 38               | 1                |
| 2005             | 鹿島             | 4                | J1               | 30               | 0                | 5                | 0                | 3                | 0                | 38               | 0                |
| 2006             | 鹿島             | 4                | J1               | 27               | 1                | 7                | 0                | 1                | 0                | 35               | 1                |
| 2007             | 鹿島             | 4                | J1               | 20               | 0                | 6                | 1                | 5                | 0                | 31               | 1                |
| 2008             | 鹿島             | 4                | J1               | 18               | 0                | 0                | 0                | 0                | 0                | 18               | 0                |
| 2009             | 鹿島             | 4                | J1               | 6                | 0                | 0                | 0                | 2                | 0                | 8                | 0                |
| 2010             | 鹿島             | 4                | J1               | 6                | 0                | 1                | 0                | 5                | 0                | 12               | 0                |
| 通算             | 日本             | 日本             | J1               | 386              | 10               | 71               | 2                | 35               | 1                | 492              | 13               |
| 総通算           | 総通算           | 総通算           | 総通算           | 386              | 10               | 71               | 2                | 35               | 1                | 492              | 13               |

その他の公式戦
- 1996年
  - スーパーカップ 1試合0得点
  - サントリーカップ 2試合0得点
- 1997年
  - サンワバンクカップ 1試合0得点
- 2000年
  - スーパーカップ 1試合0得点
- 2001年
  - Jリーグチャンピオンシップ 2試合0得点
- 2008年
  - スーパーカップ 1試合0得点

| 国際大会個人成績 | 国際大会個人成績 | 国際大会個人成績 | 国際大会個人成績 | 国際大会個人成績 |
| 年度             | クラブ           | 背番号           | 出場             | 得点             |
| AFC              | AFC              | AFC              | ACL              | ACL              |
| ---------------- | ---------------- | ---------------- | ---------------- | ---------------- |
| 2002-03          | 鹿島             | 4                | 3                | 0                |
| 2008             | 鹿島             | 4                | 8                | 0                |
| 2009             | 鹿島             | 4                | 2                | 1                |
| 2010             | 鹿島             | 4                | 0                | 0                |
| 通算             | AFC              | AFC              | 13               | 1                |

その他の国際公式戦
- 1996年
  - アジアカップウィナーズカップ 2試合0得点
- 2000年 - 2001年
  - アジアクラブ選手権 6試合0得点
- 2003年
  - A3チャンピオンズカップ 3試合0得点

## 経歴
- Jリーグ初出場 - 1995年3月18日 J 1st第1節 対ガンバ大阪戦（万博記念競技場）
- Jリーグ初得点 - 1996年11月2日 J第28節 対ジェフユナイテッド市原戦（瑞穂陸上競技場）
- 国際Aマッチ初出場 - 2000年2月5日 カールスバーグ・カップ 対メキシコ戦（香港スタジアム）

## 代表歴
- U-20日本代表
- 日本代表

### 試合数
- 国際Aマッチ 3試合 0得点 (2000年)[1]

| 日本代表 | 国際Aマッチ | 国際Aマッチ |
| 年       | 出場        | 得点        |
| -------- | ----------- | ----------- |
| 2000     | 3           | 0           |
| 2002     | 0           | 0           |
| 通算     | 3           | 0           |

### 出場
| No. | 開催日        | 開催都市     | スタジアム                 | 対戦国     | 結果         | 監督     | 大会                     |
| --- | ------------- | ------------ | -------------------------- | ---------- | ------------ | -------- | ------------------------ |
| 1.  | 2000年2月5日  | 香港         | 香港スタジアム             | メキシコ   | ●0-1         | トルシエ | カールスバーグカップ     |
| 2.  | 2000年6月4日  | カサブランカ | スタッド・モハメド・サンク | フランス   | ●2-2 (PK2-4) | トルシエ | ハッサン2世杯            |
| 3.  | 2000年6月11日 | 宮城         | 宮城スタジアム             | スロバキア | △1-1         | トルシエ | キリンカップサッカー2000 |

## 指導歴
- 2011年 - 2019年 鹿島アントラーズ
  - 2011年 - 2017年5月 トップチーム コーチ
  - 2016年 サテライト 監督(兼任)
  - 2017年5月 - 2019年 トップチーム 監督
- 2020年 - 2021年 JFAインストラクター
- 2021年 U-18日本代表 監督
- 2022年 - U-21/22/23日本代表 監督

## タイトル

### クラブ
名古屋グランパスエイト
- 天皇杯：2回（1995年、1999年）
- FUJI XEROX SUPER CUP：1回（1996年）
- サントリーカップ・96チャンピオンズファイナル：1回（1996年）
- サンワバンクカップ：1回（1997年）

ジュビロ磐田
- Jリーグ：1回（2002年）

鹿島アントラーズ
- Jリーグ ：3回（2007年、2008年、2009年）
- 天皇杯：2回（2007年、2010年）
- FUJI XEROX SUPER CUP：2回（2009年、2010年）
- A3チャンピオンズカップ：1回（2003年）

### 指導者
鹿島アントラーズ
- AFCチャンピオンズリーグ :1回 (2018年)

U-21日本代表
- U-23ドバイカップ :1回 (2022年)

U-23日本代表
- AFC U23アジアカップ :1回 (2024年)

### 個人
- 2001年 - Jリーグベストイレブン
- 2018年 - AFC年間最優秀監督賞
- 2019年 - J1月間最優秀監督賞 (7月)
- 2023年 - AFC年間最優秀監督賞